# João Palma
João Palma (Rio de Janeiro, 16 de janeiro de 1941 — 9 de maio de 2016) foi um baterista de música popular brasileira. Sua carreira teve início  em 1960, atuando como baterista do conjunto de Roberto Menescal. Acompanhou artistas nacionais e internacionais em shows, como Egberto Gismonti, Dori Caymmi e Frank Sinatra, entre outros.
Foi encontrado morto em seu apartamento na cidade do Rio de Janeiro.